# John K. Fairbank
John King Fairbank (24 tháng 5 năm 1907 – 14 tháng 9 năm 1991), là một nhà sử học người Mỹ, nghiên cứu về Trung Quốc và mối quan hệ Hoa Kỳ - Trung Quốc. John K. Farirbank giảng dạy tại Đại học Harvard từ năm 1936 cho đến khi nghỉ hưu vào năm 1977. Ông được ghi nhận là người đã xây dựng lĩnh vực nghiên cứu Trung Quốc ở Hoa Kỳ hậu Thế chiến thứ hai với khả năng tổ chức, những cố vấn dành cho sinh viên, những hỗ trợ dành cho học giả đồng nghiệp và việc xây dựng các khái niệm cơ bản phục vụ kiểm tra.
Trung tâm Nghiên cứu Trung Quốc Fairbank tại Harvard được đặt theo tên của ông. Những cuốn sách được đọc nhiều nhất do Fairbank viết là  The United States and China, được xuất bản lần đầu vào năm 1948, tái bản sửa đổi vào các năm 1958, 1979 và 1983; East Asia: The Great Tradition (1960) và East Asia The Great Transformation (1965), đồng tác giả với Edwin O. Reischauer; bộ sách mà Fairbank là một trong những nhà đồng biên tập, The Cambridge History of China.